# Liga Nacional de Ascenso Clausura 2014
La Liga Nacional de Ascenso Clausura 2014 es la finalización de la temporada 2013-2014 del fútbol de segunda división de Panamá. 
El Suntracs se coronó campeón y se ganó el derecho a disputar el partido de clasificacíón a la primera división ante el Atlético Chiriquí, ganador del Apertura 2013.
La Gran final fue jugada en el Estadio Rommel Fernández y ganada por el Atlético Chiriquí, el cual obtiene el derecho a jugar la próxima temporada en la LPF. El equipo en tener menos puntos en la sumalización fue el AD Orión por lo que descendió a la Copa Rommel Fernández y por lo tanto a la liga provincial.

## Equipos
| \| Equipo \| Ciudad \| \| --------------------------- \| ------------------ \| \| AD Orión \| San Miguelito \| \| SD Panamá Oeste \| Arraiján \| \| Atlético Chiriqui \| Chiriqui \| \| CD Centenario \| Penonomé \| \| Colón C3 \| Ciudad de Colón \| \| Club Deportivo Vista Alegre \| Arraiján \| \| Millenium UP \| Panamá \| \| Tierra Firme F.C. \| San Miguelito \| \| SD Atlético Nacional \| Panamá \| \| SUNTRACS \| San Miguelito \| \| Atlético Veragüense \| Veraguas \| \| Santa Gema FC \| Arraijan \| \| Chiriquí Occidente \| Chiriquí Occidente \| \| Santos FC \| La Chorrera \| - Desde la Jornada 13, Santos FC pasa ser Costa del Este FC |                    |
| Equipo | Ciudad             |
| AD Orión | San Miguelito      |
| SD Panamá Oeste | Arraiján           |
| Atlético Chiriqui | Chiriqui           |
| CD Centenario | Penonomé           |
| Colón C3 | Ciudad de Colón    |
| Club Deportivo Vista Alegre | Arraiján           |
| Millenium UP | Panamá             |
| Tierra Firme F.C. | San Miguelito      |
| SD Atlético Nacional | Panamá             |
| SUNTRACS | San Miguelito      |
| Atlético Veragüense | Veraguas           |
| Santa Gema FC | Arraijan           |
| Chiriquí Occidente | Chiriquí Occidente |
| Santos FC | La Chorrera        |

## Fase de Grupo
de actualización: 19 de marzo de 2014
- Grupo A[1]

|  |    | Clubes               | Pts | PJ | G | E | P | GF | GC | Dif |  |
|  | -- | -------------------- | --- | -- | - | - | - | -- | -- | --- |  |
|  | 1º | Suntracs             | 21  | 7  | 7 | 0 | 0 | 22 | 2  | +20 |  |
|  | 2º | Tierra Firme F.C.    | 10  | 7  | 3 | 1 | 3 | 11 | 9  | +2  |  |
|  | 3º | Colón C-3            | 10  | 6  | 3 | 1 | 2 | 8  | 8  | 0   |  |
|  | 4º | SD Atlético Nacional | 10  | 7  | 2 | 4 | 1 | 8  | 7  | +1  |  |
|  | 5º | Millenium UP         | 9   | 7  | 2 | 3 | 2 | 8  | 9  | -1  |  |
|  | 6º | CD Centenario        | 3   | 7  | 1 | 2 | 4 | 6  | 15 | -9  |  |
|  | 7º | AD Orión             | 1   | 7  | 1 | 1 | 5 | 7  | 13 | -6  |  |

- Grupo B

|  |    | Clubes              | Pts | PJ | G | E | P | GF | GC | Dif |  |
|  | -- | ------------------- | --- | -- | - | - | - | -- | -- | --- |  |
|  | 1º | Atlético Chiriquí   | 15  | 7  | 4 | 3 | 0 | 15 | 7  | +8  |  |
|  | 2º | Santos FC           | 13  | 7  | 3 | 4 | 0 | 13 | 10 | +3  |  |
|  | 3º | Santa Gema FC       | 12  | 7  | 3 | 3 | 1 | 13 | 12 | +1  |  |
|  | 4º | SD Panamá Oeste     | 8   | 7  | 2 | 2 | 3 | 14 | 12 | +2  |  |
|  | 5º | Atlético Veragüense | 6   | 6  | 1 | 3 | 2 | 9  | 11 | -2  |  |
|  | 6º | Chiriquí Occidente  | 5   | 7  | 1 | 2 | 4 | 6  | 15 | -9  |  |
|  | 7º | Dep. Vista Alegre   | 4   | 7  | 1 | 1 | 5 | 7  | 13 | -6  |  |

## Fase Final
|  | Cuartos de final               | Cuartos de final               | Cuartos de final               |   |                   | Semifinales                   | Semifinales                   | Semifinales                   |  |  | Final                          | Final                          | Final                          |
|  | (IDA) Abr.23 - (VUELTA) Abr.26 | (IDA) Abr.23 - (VUELTA) Abr.26 | (IDA) Abr.23 - (VUELTA) Abr.26 |   |                   | (IDA) May.7 - (VUELTA) May.10 | (IDA) May.7 - (VUELTA) May.10 | (IDA) May.7 - (VUELTA) May.10 |  |  | (IDA) May.16 - (VUELTA) May.25 | (IDA) May.16 - (VUELTA) May.25 | (IDA) May.16 - (VUELTA) May.25 |
|  |                                |                                |                                |   |                   |                               |                               |                               |  |  |                                |                                |                                |
|  | Atlético Veragüense            | 0                              | 1                              |   |                   |                               |                               |                               |  |  |                                |                                |                                |
|  | Suntracs                       | 2                              | 2                              |   |                   |                               |                               |                               |  |  |                                |                                |                                |
|  | Suntracs                       | 2                              | 2                              |   | Santa Gema FC     | 0                             | 1                             |                               |  |  |                                |                                |                                |
|  |                                |                                |                                |   | Santa Gema FC     | 0                             | 1                             |                               |  |  |                                |                                |                                |
|  |                                | Suntracs                       | 1                              | 1 |                   |                               |                               |                               |  |  |                                |                                |                                |
|  | SD Atlético Nacional           | Suntracs                       | 1                              | 1 | 1                 | 0                             |                               |                               |  |  |                                |                                |                                |
|  | SD Atlético Nacional           |                                |                                |   | 1                 | 0                             |                               |                               |  |  |                                |                                |                                |
|  | Santa Gema FC                  | 0                              | 2                              |   |                   |                               |                               |                               |  |  |                                |                                |                                |
|  |                                |                                |                                |   |                   |                               |                               |                               |  |  | Suntracs                       | 0                              | 2                              |
|  |                                |                                | Atlético Chiriquí              | 0 | 1                 |                               |                               |                               |  |  |                                |                                |                                |
|  | Colón C3                       | 1                              | 0                              |   |                   |                               |                               |                               |  |  |                                |                                |                                |
|  | Atlético Chiriqui              | 1                              | 3                              |   |                   |                               |                               |                               |  |  |                                |                                |                                |
|  | Atlético Chiriqui              | 1                              | 3                              |   | Atlético Chiriquí | 2                             | 2                             |                               |  |  |                                |                                |                                |
|  |                                |                                |                                |   | Atlético Chiriquí | 2                             | 2                             |                               |  |  |                                |                                |                                |
|  |                                | Millenium UP                   | 2                              | 1 |                   |                               |                               |                               |  |  |                                |                                |                                |
|  | Costa del Este FC              | Millenium UP                   | 2                              | 1 | 0                 | 2                             |                               |                               |  |  |                                |                                |                                |
|  | Costa del Este FC              |                                |                                |   | 0                 | 2                             |                               |                               |  |  |                                |                                |                                |
|  | Millenium UP                   | 2                              | 1                              |   |                   |                               |                               |                               |  |  |                                |                                |                                |

## Campeón
|                    |
| Panamá             |
| Suntracs 2º título |

## Gran Final LNA
| 1 de junio de 2014 | Atlético Chiriquí   | 1:0 | Suntracs | Estadio Rommel Fernández, Panamá |                           |
|                    | 89' Miguel Saavedra |     |          | Árbitro(s): Ameth Sánchez        | Árbitro(s): Ameth Sánchez |

|                             |
| Panamá                      |
| Atlético Chiriquí 1º título |